# Closia
Closia là một chi ốc biển, là động vật thân mềm chân bụng sống ở biển trong họ Marginellidae, họ ốc mép.

## Các loài
Các loài thuộc chi Closia bao gồm:
- Closia giadae Cossignani, 2001[2]
- Closia majuscula (Martens, 1877)
- Closia manceli Jousseaume, 1875
- Closia princeps (G.B. Sowerby III, 1901)
- Closia sarda (Kiener, 1834)